# Jan Serkies
Jan Serkies (ur. 3 czerwca 1959 w Bolesławcu) – polski polityk samorządowy, nauczyciel oraz działacz sportowy.
W latach 1994–2002 radny miasta Chojnów, od 1998 do 2002 roku członek Zarządu Miasta. W 2002 roku wybrany na urząd Burmistrza Miasta Chojnowa, który pełni do dziś. Przez wiele lat związany ze środowiskiem sportowym jako nauczyciel wychowania fizycznego, członek zarządu klubu piłkarskiego KS Chojnowianka, trener tego klubu oraz asystent trenera drugoligowej Miedzi Legnica.
Za zasługi dla rozwoju samorządu terytorialnego odznaczony w 2016 roku przez prezydenta Polski Złotym Krzyżem Zasługi.

## Życiorys
Jest absolwentem Akademii Wychowania Fizycznego we Wrocławiu.
W 1982 roku przeprowadził się do Chojnowa, gdzie rozpoczął pracę jako nauczyciel wychowania fizycznego w Zespole Szkół Rolniczych. Przez wiele lat działał w zarządzie klubu piłkarskiego Chojnowianka, gdzie pełnił również funkcję trenera pierwszej drużyny. W latach 90. był asystentem trenera Mariana Putyry, prowadzącego w II lidze piłkarskiej klub Miedź Legnica. Jako działacz sportowy był organizatorem biegów ulicznych w ramach Dni Chojnowa oraz zainicjował w mieście Halową Ligę Piłki Nożnej dla dzieci i młodzieży.
W 1994 roku z powodzeniem kandydował do Rady Miejskiej Chojnowa. W 1998 roku startując z list KWW Chojnów Rodziną uzyskał reelekcję uzyskując 175 głosów – najwięcej spośród wszystkich kandydatów. Podczas pierwszej sesji rady został wybrany na członka Zarządu Miasta, na czele którego stanął burmistrz Andrzej Dwojak.
W 2002 roku reprezentując KWW Chojnów Rodziną ogłosił swój start w pierwszych bezpośrednich wyborach na urząd Burmistrza Miasta Chojnowa. W pierwszej turze głosowania, 27 października, Jana Serkiesa poparło 1704 wyborców (38,74%), co dało mu kilkuprocentowe zwycięstwo nad byłym wiceburmistrzem Bolesławem Jakubiakiem. W drugiej turze, 10 listopada, został wybrany na urząd burmistrza, uzyskując 1952 głosów poparcia (56,65%).
Pierwsza kadencja Jana Serkiesa na stanowisku burmistrza upłynęła pod znakiem poprawy sytuacji finansowej miasta. W ciągu czterech lat nastąpił znaczny wzrost środków przeznaczanych na inwestycje (w 2002 roku procent inwestycyjny w ogólnym budżecie wynosił niespełna 2, w 2006 roku przekroczył 21). Duży wpływ na taki stan rzeczy miało wstąpienie Polski w 2004 roku do Unii Europejskiej i pozyskiwanie przez chojnowski samorząd funduszy unijnych. W trakcie kadencji doszło także do obniżenia poziomu bezrobocia oraz utworzenia na terenie miasta podstrefy Legnickiej Specjalnej Strefy Ekonomicznej.
W 2006 roku Jan Serkies ogłosił, że będzie ubiegał się o reelekcję. Startując z poparciem KWW Rozwój Chojnowa został ponownie wybrany na urząd burmistrza już w pierwszej turze głosowania, uzyskując 4293 głosy (85,93%). Podczas kolejnych wyborów samorządowych w 2010 roku był jedynym kandydatem na urząd burmistrza. Podczas głosowania uzyskał 3727 głosów poparcia (86.63%). W 2014 roku został wybrany na swoją czwartą kadencję – jego kandydaturę poparło 3249 osób (68,16%).
W 2015 roku, powołując się na apele mieszkańców wsi Piotrowice oraz Biała oraz błędy popełnione przy podziale gminy miejsko-wiejskiej Chojnów, zgłosił pod głosowanie Rady Miejskiej projekt uchwały w sprawie przeprowadzenia konsultacji dotyczących przyłączenia części tych sołectw oraz terenu oczyszczalni ścieków w Goliszowie w granice miasta Chojnowa. Propozycja uchwały spotkała się z oporem ze strony władz i części mieszkańców gminy wiejskiej Chojnów, którzy swój sprzeciw zademonstrowali podczas posiedzenia rady na której miała zostać przyjęta uchwała. Podczas tej samem sesji burmistrz zdecydował o wycofaniu propozycji uchwały. Kilka miesięcy później mieszkańcy gminy wiejskiej w głosowaniu opowiedzieli się w większości (90,7%) przeciwko przyłączeniu tych rejonów w granice miasta. Wyniki konsultacji zostały jednogłośnie przyjęte przez Radę Gminy Chojnów.
Za wybitne zasługi dla rozwoju samorządu terytorialnego, za osiągnięcia w podejmowanej z pożytkiem dla kraju pracy zawodowej i społecznej w 2016 roku w Dzień Samorządu Terytorialnego został odznaczony przez prezydenta Rzeczypospolitej Polskiej Andrzeja Dudę Złotym Krzyżem Zasługi.

## Wyniki w wyborach na Burmistrza Miasta Chojnowa
| Wybory | Komitet wyborczy                          | Wynik         | Frekwencja |
| ------ | ----------------------------------------- | ------------- | ---------- |
| 2002   | Brak danych                               | 1952 (56,65%) | 30,49%     |
| 2006   | Komitet Wyborczy Wyborców ROZWÓJ CHOJNOWA | 4293 (85,93%) | 43,06%     |
| 2010   | Brak danych                               | 3727 (86.63%) | 37,17%     |
| 2014   | Komitet Wyborczy Wyborców ROZWÓJ CHOJNOWA | 3249 (68.16%) | 43.16%     |
| 2018   | KOMITET WYBORCZY WYBORCÓW ROZWÓJ CHOJNOWA | 3517 (79.21%) | 41,72%     |
| 2024   | KOMITET WYBORCZY WYBORCÓW ROZWÓJ CHOJNOWA | 2982 (73,29%) | 43,17%     |